# Francisco Jerónimo da Silva
Francisco Jerónimo da Silva (Angra do Heroísmo, 30 de dezembro de 1807 — Lisboa, 2 de novembro de 1871), bacharel em Cânones pela Universidade de Coimbra (em 1831), foi um advogado, jurisconsulto e escritor. As suas convicções políticas condicionaram-lhe a sua actividade ao longo dos anos, já que nascido no seio de uma família legitimista, manteve essas convicções.

## Biografia
Nasceu na freguesia da Sé, a 30 de dezembro de 1807, no seio de uma família conhecida pelo seu pendor legitimista, filho de Afonso José Maria e de Gertrudes Rosaurinda da Silva. Realizou os seus estudos primários e secundários na cidade de Angra do Heroísmo, matriculando-se no curso de Cânones e Leis da Universidade de Coimbra, em 31 de outubro de 1825.
Era estudante em Coimbra quando ocorreu a revolta de 22 de junho de 1828, que colocou os liberais no poder em Angra, proclamou os direitos de D. Maria II e levou ao arresto dos bens da família. Em consequência, deixou de receber a mesada durante o período agitado que se seguiu, o que teria impedido a sua sustentação em Coimbra não fora a intervenção do rei D. Miguel que permitiu que lhe fosse pago pela Intendência dos Estudos o abono que costumava receber, tal como aliás aconteceu a todos os estudantes que estiveram naquelas circunstâncias. Este facto, tornou-o ainda um maior fiel à defesa do legitimismo miguelista.
Concluiu a formatura como bacharel em Cânones e Leis em 1831, sendo nesse mesmo ano nomeado professor da cadeira de História Universal em Braga. Em 1832 foi despachado pelo governo miguelista para o lugar de juiz de fora em Ponte de Lima. Em 1834 a vitória liberal obrigou a que procurasse refúgio na Galiza, devido à agitação política e à perseguição movida aos legitimistas derrotados.  
Restabelecida a paz, voltou a Portugal, fixando-se no Porto. Como não desejava aceitar qualquer tipo de emprego público do governo constitucional, decidiu abrir banca de advogado naquela cidade. A sua capacidade oratória e frontalidade como se apresentava em tribunal, bem como a profundidade dos seus conhecimentos jurídicos, rapidamente lhe granjearam fama de excelente advogado. Tendo sustentou várias causas polémicas com juízes, viu aumentada a notoriedade, transformando-o num dos advogados mais procurados do Porto e cidades vizinhas. Para além de exercer a advocacia com superior distinção era considerado um afamado orador forense.
Para além da sua actividade profissional, manteve sempre uma actividade política ligada aos meios mais conservadores, sempre próximo das posições miguelistas. Destacou-se na oposição ao governo de Costa Cabral, tendo publicado um conjunto de artigos no periódico A Coalizão que lhe valeram 20 dias de prisão. Apesar disso, por recusa ao constitucionalismo liberal, recusou integrar as listas a deputado, mantendo-se sempre fora das instituições políticas, posição que manteria até falecer. Deixou um depoimento sobre o período das lutas liberais, na visão de um legitimista, publicado postumamente pelo Instituto Histórico da Ilha Terceira.
Celibatário, após visitar a ilha Terceira 1851, resolveu fixar-se em Lisboa, para descansar e estudar Paleografia. Continuou a recusar lugares ligados ao funcionalismo público, e acabou por se transferir para a capital portuguesa, abrindo naquela cidade escritório de advocacia, no qual continuou a aumentar a fama de eminente causídico que já granjeara no Porto.
Como jusrisconsulto publicou diversas obras de natureza jurídica e outras trabalhos forenses. Pelo seu trabalho foi considerado um dos mais notáveis advogados portugueses da primeira metade do século XIX.
Era um inveterado bibliófilo, reunindo uma grande e diversificada biblioteca, dedicando-se ao estudo da literatura, lendo nas línguas originais obras latinas, francesas, inglesas, italianas, gregas e alemãs.
Ao falecer legou à Câmara Municipal de Angra do Heroísmo parte da sua valiosa biblioteca, cabendo ao Município cerca de 4 000 volumes, os quais serviram de embrião à Biblioteca Municipal de Angra, a qual foi fundida com a biblioteca pública existente no Convento de São Francisco para dar origem à actual Biblioteca Pública e Arquivo Luís da Silva Ribeiro. Os seus restos mortais foram trasladados para o Cemitério do Livramento, em Angra do Heroísmo.

## Obras publicadas
- Descripção da entrada d'El-Rei, nosso senhor, o Senhor D. Miguel I na cidade de Braga… (1832)[5]
- O dia oito de Março ou a defesa da archi-confraria da Santíssima e Imaculada Conceição de Maria
- Defesa do Barão de Barcelinhos no pleito que lhe move D. Maria Luciana de Oliveira Croft, deduzida na 2ª instância da Relação do Porto (1843)[5]
- Várias cartas (1846)
- Epicédio ou trecho fúnebre ao falecimento da esposa do seu amigo João Pereira Forjaz de Lacerda (1847)
- Sonetos a D. Pedro Paulo de Figueiredo da Cunha e Melo arcebispo de Braga
- A Terceira ou o ausente visitando a terra natal, poesia (com duas edições)
- Alegação oral em defesa do periódico «A Nação» (1852)[5]
- Minuta de revista por parte de W. Gibbens capitão do navio Libra na causa de tomadia que lhe move a Fazenda Nacional (1854)[5]
- Copia da minuta de revista na causa da Companhia dos Vinhos com J. Carneiro Giraldes V. & Companhia (1854)[5]
- Varias peças relativas à cauza de reivincação de vinculos em que é author o conselheiro Francisco de Menezes de Lemos e ré D. Maria Benedicta de Menezes (1854)[5]
- Contraminuta de revista por parte de D. José Maria da Piedade e Lencastre e mulher, na causa em que contendem com Joaquim António de Magalhães Pinto e mulher (1855)[5]
- Fidelidade da Ilha Terceira, Angra do Heroísmo : Liv. Andrade, 1953.[5]